# 이병천 (수의학자)
이병천(李柄千, 1965년 1월 5일~)은 대한민국의 수의학자이다..
서울대학교 수의과대대학 수의학과의 교수 및 실험동물자원관리원 원장을 맡고 있다.